# Stangvik
Stangvik är en kyrkby i Surnadals kommun i Møre og Romsdal fylke i västra Norge. Byn ligger vid fylkesväg 6144, på östra sidan av Stangvikfjorden. Här finns Stangviks kyrka.
Byn utgjorde tidigare centralort i dåvarande Stangviks kommun.